# Cyrtopodion potoharense
Cyrtopodion potoharense es una especie de gecos de la familia Gekkonidae.

## Distribución geográfica yhábitat
Es endémica de unos montanos en el norte de Pakistán.